# Dick Hutcherson

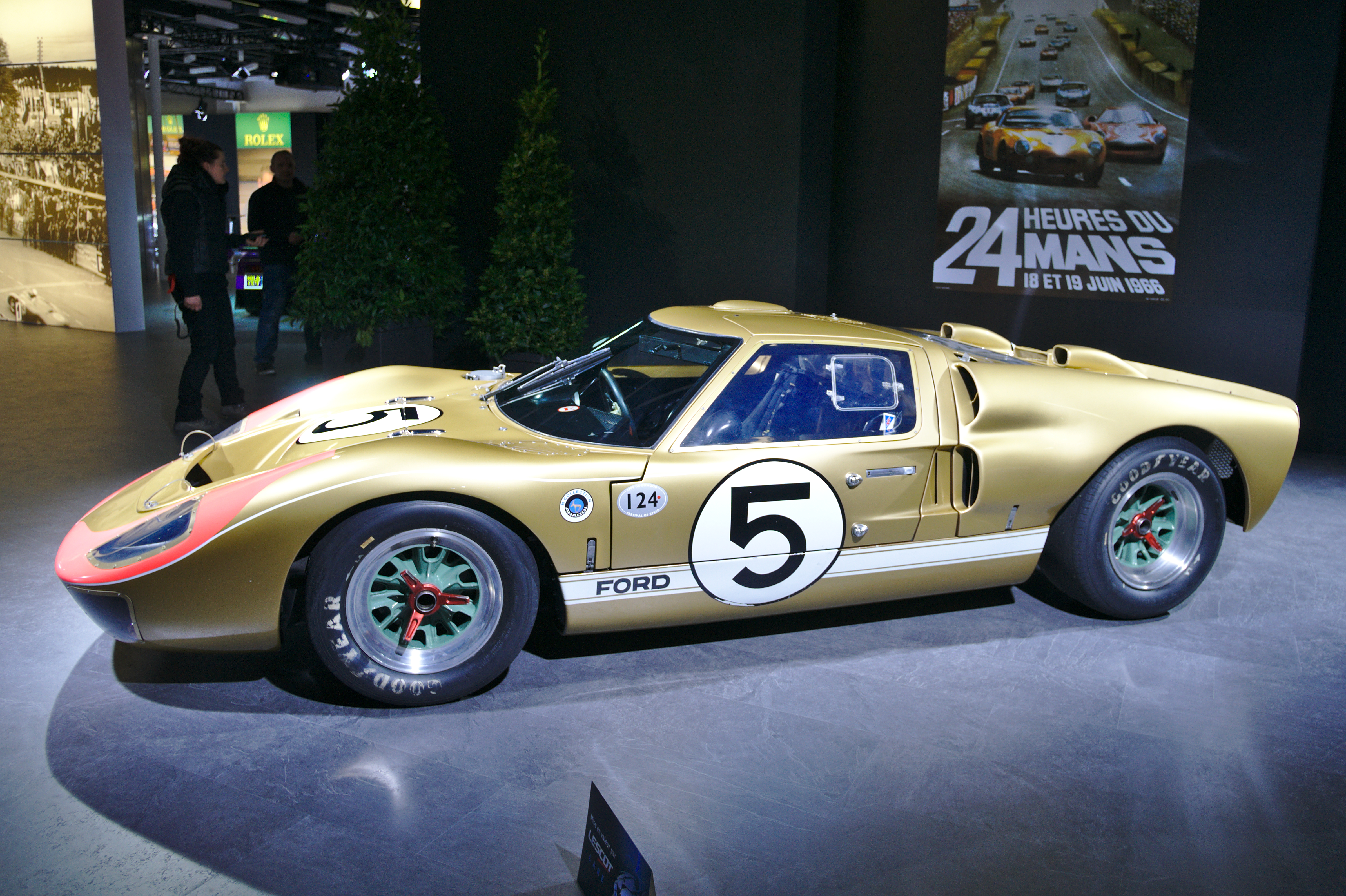
Der Ford GT40 MK.II, mit dem Ronnie Bucknum und Dick Hutcherson 1966 den dritten Gesamtrang beim 24-Stunden-Rennen von Le Mans erreichten

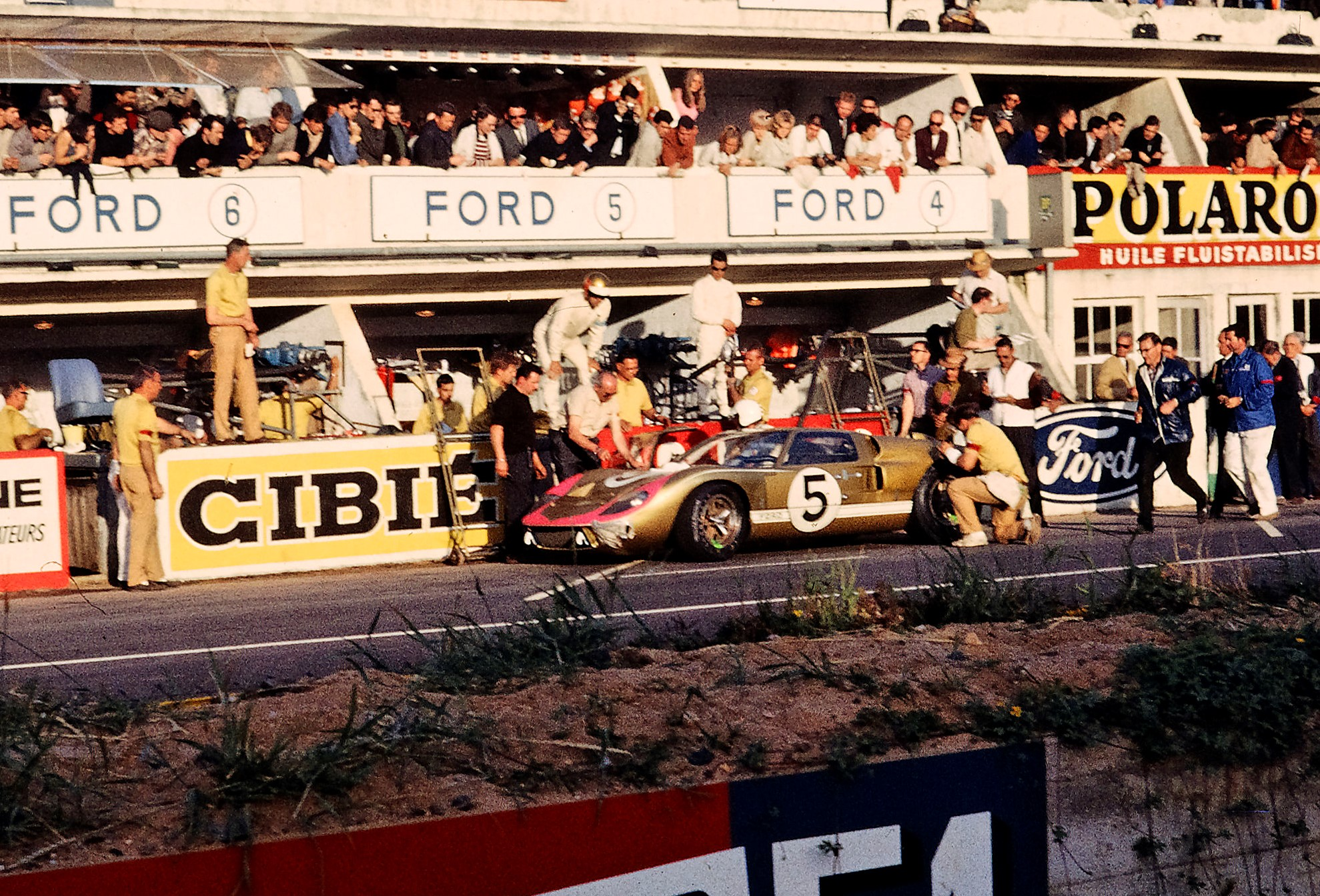
Dick Hutcherson (auf der Mauer mit Helm) wartet in Le Mans auf seinen Renneinsatz

Richard Leon „Dick“ Hutcherson (* 30. November 1931 in Keokuk; † 6. November 2005 in Columbia) war ein US-amerikanischer Autorennfahrer und Unternehmer.

## Karriere als Rennfahrer in der NASCAR
Als Dick Hutcherson 1956 mit dem Motorsport begann, wurde seine Heimatstadt Keokuk in der US-amerikanischen Tourenwagenszene oft scherzhaft als Home of Champions und Racing Capital of the World bezeichnet. Zur Keokuk Gang zählten Don White, Ramo Scott, die beide USAC-Stock-Car-Meisterschaften gewannen, und Dick’s jüngerer Bruder Ron. In den späten 1950er-Jahren begann er erst lokale Stock-Car-Rennen zu fahren und stieg 1960 in die nationale IMCA-Meisterschaft ein, deren Gesamtwertung er 1963 und 1964 gewann.
Landesweit bekannt und populär wurde er als NASCAR-Pilot. Sein Debüt gab er im März 1964 auf dem Greenville-Pickens Speedway. Zum Erstaunen von Fahrern, Teambesitzern und anwesenden Fachjournalisten sicherte er sich die Pole-Position und führte die ersten 60 Runden das Rennen an. Nach 109 gefahrenen Runden musste er nach einem Reifenschaden vorzeitig aufgeben. Als Sieger wurde David Pearson abgewinkt. Seinen zweiten Renneinsatz hatte er am Occoneechee Speedway, wo er als Zweiter ins Ziel kam (Auch diese Veranstaltung endete mit dem Erfolg von David Pearson). 1964 bestritt er in Summe nur vier Rennen in der Grand-National-Series. Mit dem fünften Rang am Columbia Speedway (Sieger Ned Jarrett) beendete er seine erste NASCAR-Saison.
Für die Saison 1965 erhielt er einen Vertrag bei Holman & Moody und bestritt alle Rennveranstaltungen des Jahres. Mit dem Silhouettefahrzeug eines Ford Galaxie gewann er neun Meisterschaftsläufe und beendete das Jahr hinter Richard Petty als Gesamtzweiter. 1966 blieb er bei Holman & Moody, gewann drei Saisonrennen, bestritt aber nur einen Bruchteil der Rennen, da sich Ford zu Beginn des Jahres werksseitig (die Einsätze wurden von Holman & Moody durchgeführt) aus der NASCAR zurückzog.
Dick Hutcherson NASCAR-Karriere fiel in die Zeit der fast totalen Dominanz von Richard Petty. Der neben Dale Earnhardt erfolgreichste Sprint-Cup-Pilot in der Geschichte dieser Series gewann 1967 27 der 48 Rennen, in denen er an den Start ging, darunter zehn in aufeinanderfolgenden Rennen zwischen dem 12. August und 1. Oktober 1967. Zudem sicherte er sich in diesem Jahr seine zweite Meisterschaft. Hutcherson war neben Bobby Allison der einzige Fahrer, der ihm einigermaßen Paroli bieten konnte. Zweimal blieb er siegreich und nicht weniger als zehnmal wurde er Zweiter. In der Gesamtwertung bedeute dies den dritten Rang.

## Einsätze beim 24-Stunden-Rennen von Le Mans
1966 kam Dick Hutcherson als Teammitglied der umfangreichen Ford-Werksmannschaft zum 24-Stunden-Rennen von Le Mans. Die Verantwortlichen von Ford hatten die NASCAR-Werkfahrer, zu denen er gehörte, zu Testarbeit mit dem Ford GT40 verpflichtet und Hutcherson hatte mehr als 1000 Meilen mit dem MK.II zurückgelegt. In Le Mans fuhr er den Holman & Moody-MK.II mit der Startnummer 5. Teamkollege war Ronnie Bucknum. Er hatte zwar Erfahrung mit dem Wagen, hatte in seinem Leben jedoch noch nie ein Rennen mit einem Teamkollegen bestritten, war keine Distanzen länger als drei Stunden gefahren und war mit einem Rennwagen noch keinen Meter bei Regen unterwegs gewesen. In Le Mans kam all dies zusammen. Ronnie Bucknum fuhr den Start-Stint und brachte den Wagen vom neunten Startplatz an die dritte Stelle nach vor. Nachdem Hutcherson den Wagen übernommen hatte, fuhr er rundenlang hinter Graham Hill und dessen GT40 her um sich an das Renntempo zu gewöhnen. Als der erwartete Regen einsetzte, kam er sofort an Box und wollte nicht mehr weiterfahren. Teamchef John Holman forderte ihn auf im Cockpit zu bleiben und es langsam angehen zu lassen. Nach einigen vorsichtig gefahrenen Runden fand er seinen Rhythmus und fuhr danach auf der regennassen Fahrbahn ansprechende Zeiten. Am Ende des 24-Stunden-Rennens freute sich das Duo Bucknum/Hutcherson über eine Podiumsplatzierung. Mit zwölf Runden Rückstand auf Bruce McLaren und Chris Amon erreichte das Duo den dritten Endrang.
10 Jahre später kam er als Fahrer erneut nach Le Mans. Es war die Zeit als der Automobile Club de l’Ouest für einige Jahre das Rennen für NASCAR-Fahrzeuge öffnete. Durch einige Adaptierungen, wie das Anbringen von Fahrzeugbeleuchtung hinten und vorne, waren diese Wagen startberechtigt. Hutcherson, der viele Jahre schon keine Rennen mehr bestritten Hatte, fuhr als Partner von Dick Brooks und Marcel Mignot einen Ford Torino. Der Ford fiel nach 104 gefahrenen Runden wegen eines Getriebeschadens aus.

## Crew Chief
So erstaunlich sein NASCAR-Debüt war so überraschend kam sein Rücktritt. Zu Beginn des Jahres 1968 beendete er die professionelle Rennfahrerei und wurde Crew Chief bei seinem Freund David Pearson und führte diesen zu seinen NASCAR-Grand-National-Saison-Gesamtsiegen 1968 und 1969.

## Unternehmer
Schon während seiner Zeit als aktiver Fahrer hatte kleiner Stückzahl Fahrgestelle für NASCAR-Wagen hergestellt. 1971 gründete er gemeinsam mit dem Rennfahrer Eddie Pagan Hutcherson-Pagan, ein Unternehmen, das den begonnenen Rennwagenbau weiterführte. Viele Jahre entwickelten sie unter anderen die Einsatzwagen für Darrell Waltrip und A. J. Foyt.
Dick Hutcherson erlitt auf einer Autofahrt von Florida nach North Carolina einen Schlaganfall. Er verstarb am 6. November 2005 im Providence Hospital von Columbia. Er hinterließ seine Ehefrau Brenda, seinen Sohn Ricky, dessen Frau und zwei Enkel.

## Statistik

### Le-Mans-Ergebnisse
| Jahr | Team                  | Fahrzeug        | Teamkollege    | Teamkollege   | Platzierung | Ausfallgrund    |
| ---- | --------------------- | --------------- | -------------- | ------------- | ----------- | --------------- |
| 1966 | Holman & Moody        | Ford GT40 Mk.II | Ronnie Bucknum |               | Rang 3      |                 |
| 1976 | NASCAR Junie Donlavey | Ford Torino     | Dick Brooks    | Marcel Mignot | Ausfall     | Getriebeschaden |

### Einzelergebnisse in der Sportwagen-Weltmeisterschaft
| Saison | Team           | Rennwagen | 1   | 2   | 3   | 4   | 5   | 6   | 7   | 8   | 9   | 10  | 11  | 12  | 13  |
| ------ | -------------- | --------- | --- | --- | --- | --- | --- | --- | --- | --- | --- | --- | --- | --- | --- |
| 1966   | Holman & Moody | Ford GT40 | DAY | SEB | MON | TAR | SPA | NÜR | LEM | MUG | CCE | HOK | SIM | NÜR | ZEL |
| 1966   | Holman & Moody | Ford GT40 |     |     |     | 3   |     |     |     |     |     |     |     |     |     |